# 니노촌 (시즈오카현)
니노촌(일본어: 新野村)은 일본 시즈오카현 오가사군에 설치되었던 촌이다. 현재의 오마에자키시에 해당한다.

## 참고 문헌
- 角川日本地名大辞典編纂委員会,『角川日本地名大辞典 22 静岡県』, 角川書店, 1978年, ISBN 4040012208